# Михайлове (Борисовський район, Зачистівська сільська рада)
Михайлове (біл. вёска Міхайлава) — село в складі Борисовського району Мінської області, Білорусь. Село підпорядковане Зачистівській сільській раді, розташоване в північно-східній частині області.